# Тайгета (плеяда)
Тайге́та (др.-греч. Ταϋγέτη; позднелат. Taygete, Taygeta) — в древнегреческой мифологии одна из плеяд; возлюбленная Зевса, мать Лакедемона, давшая имя Лаконской горной цепи Тайгет. Дочь Атланта и Плейоны. Родила от Зевса Лакедемона. Её похищение было изображено на троне в Амиклах. По другому рассказу, Артемида превратила её в лань, чтобы спасти от домогательств Зевса, и та в благодарность обещала Артемиде златорогую лань, которую позже поймал Геракл.